# The Phantom of Paris
Pour plus de détails, voir Fiche technique et Distribution.
The Phantom of Paris est un film américain réalisé par John S. Robertson, sorti en 1931.

## Fiche technique
- Titre : The Phantom of Paris
- Réalisation : John S. Robertson
- Scénario : Edwin Justus Mayer et John Meehan d'après Chéri-Bibi de Gaston Leroux
- Direction artistique : Cedric Gibbons
- Photographie : Oliver T. Marsh
- Société de production : Metro-Goldwyn-Mayer
- Pays de production : États-Unis
- Format : Noir et blanc
- Genre : drame
- Durée : 74 minutes
- Date de sortie : 1931

## Distribution
- John Gilbert : Chéri-Bibi
- Leila Hyams : Cecile Bourrelier
- Lewis Stone : Detective Costaud
- Jean Hersholt : Herman
- Charles Aubrey Smith : Bourrelier
- Natalie Moorhead : Vera
- Ian Keith : Marquis Du Touchais
- Alfred Hickman (en) : Dr Gorin
- Claire Du Brey : gouvernante (non créditée)
- Ann Dvorak : femme de ménage (non créditée)
- John George : prisonnier (non crédité)
- Lloyd Ingraham : directeur de la prison (non crédité)
- Claude King : avocat (non crédité)
- Philo McCullough (non crédité)
- Sidney Bracey (non crédité)